# Thomas Knöpfel (Fussballspieler)
Thomas Knöpfel (* 9. November 1983) ist ein Schweizer Fussballspieler.

## Karriere
Thomas Knöpfel begann seine Fussballkarriere beim FC Gossau, wo er von 2006 bis 2009 in Diensten stand und viele Einsätze erhielt. Nach der Saison 2006/07 stieg er mit Gossau in die Challenge League auf und schaffte mit der Mannschaft den Ligaerhalt. Im Januar 2009 kaufte ihn der FC St. Gallen. Dort fand er nicht wie gewünscht den Anschluss in der Super League und wurde in nur drei Spielen eingesetzt. In der Winterpause der Saison 2010/11 wechselte Thomas Knöpfel zum FC Schaffhausen in die Challenge League. Im Juli 2011 wechselte er innerhalb der Challenge League zum SC Brühl St. Gallen.